# Leiyang
Leiyang (耒阳 ; pinyin : Lěiyáng) est une ville de la province du Hunan en Chine. C'est une ville-district placée sous la juridiction de la ville-préfecture de Hengyang.
L'histoire écrite de Leiyang (chinois: 耒陽) peut remonter à la dynastie Qin(chinois: 秦朝） (221 av. J.-C.-206 BC)
Cette ville était la ville natale de Cai Lun, la personne qui a inventé le papier, il y a près de mille huit cents ans.

## Démographie
La population du district était de 1 226 720 habitants en 1999.

## Galerie

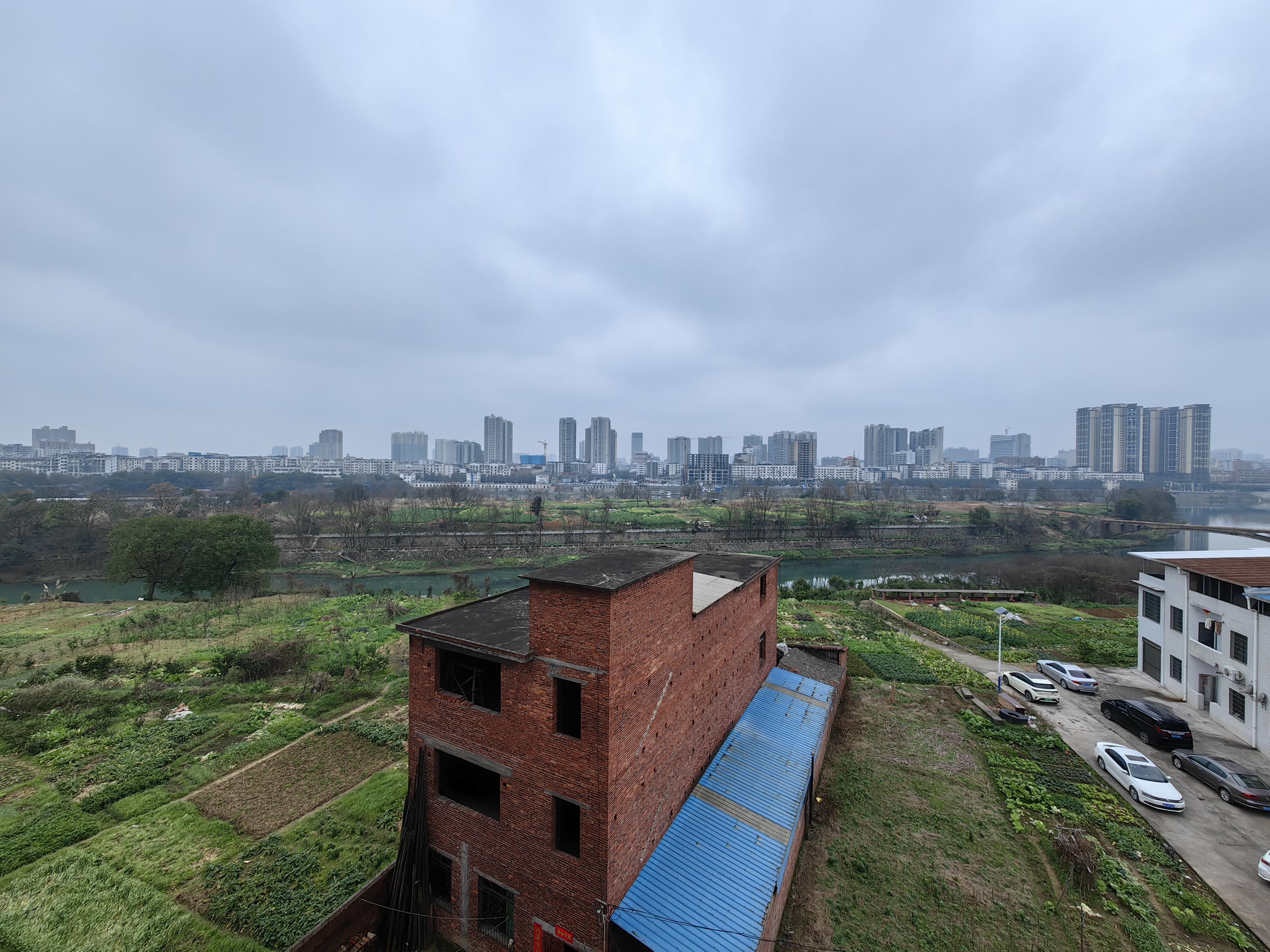
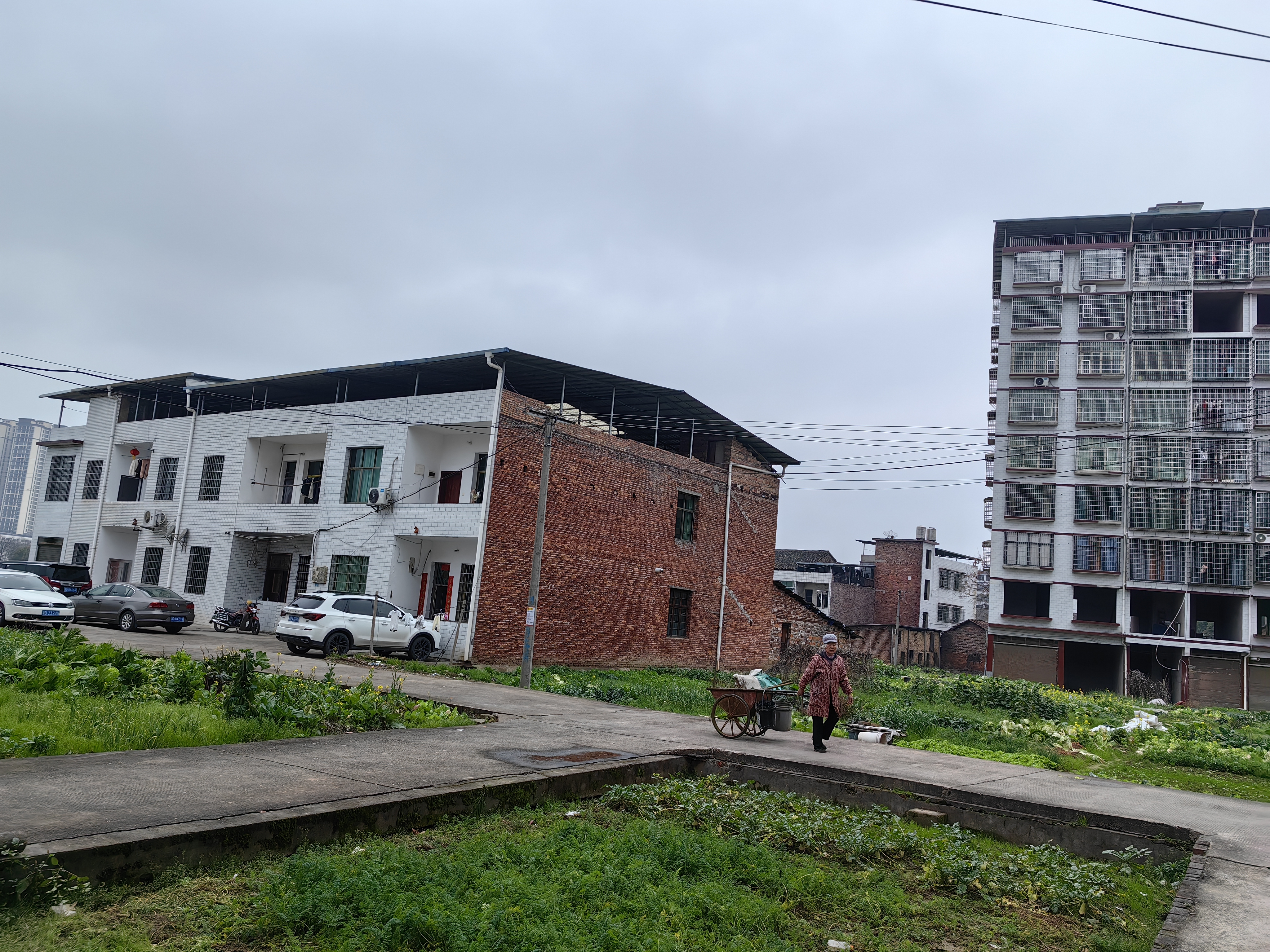
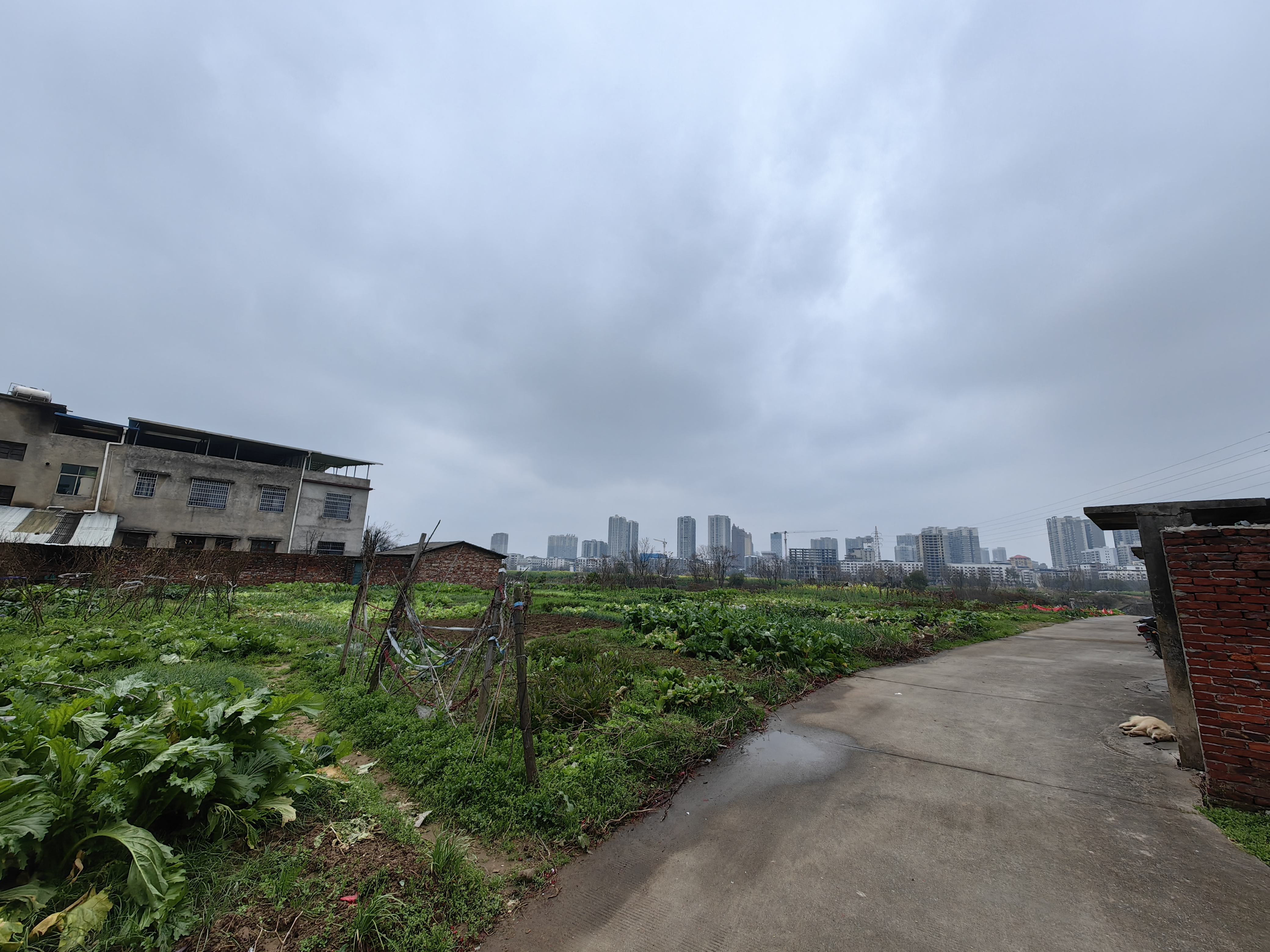